# Ladislau Șimon
Ladislau Șimon (Târgu Mureș, Rumania, 25 de septiembre de 1951-12 de mayo de 2005) fue un deportista rumano especialista en lucha libre olímpica donde llegó a ser medallista de bronce olímpico en Montreal 1976.

## Carrera deportiva
En los Juegos Olímpicos de 1976 celebrados en Montreal ganó la medalla de bronce en lucha libre olímpica de pesos de más de 100 kg, tras el luchador soviético Soslan Andiyev (oro) y el húngaro József Balla (plata).